# Пала Альпитур
«Пала Альпитур» (итал. Pala Alpitour, в 2005—2014 годах — «Паласпорт Олимпико» (итал. Torino Palasport Olimpico)) — многофункциональная спортивно-концертная арена. Была построена 13 декабря 2005 года по проекту японского архитектора Арата Исодзаки специально к открытию туринской Олимпиады 2006 года. Это «универсальная» арена с большими функциональными возможностями: площадь 34 000 м2, вмещает 16 600 зрителей, возможно проводить соревнования и по разным видам спорта (баскетбол, лёгкая атлетика, хоккей, бокс, гандбол и т. д.) культурные и социальные мероприятия, такие как концерты, конференции, выставки и ярмарки. Находится в южной части Турина в одном из центральных районов, который называется Санта Рита. Высота над уровнем моря — 239 м. Размер площадки для игры в хоккей — 30×60 м. Кроме главной ледовой арены во дворце есть ещё одна — для тренировок. Арена Паласпорт Олимпико носит имя бывшего главы автомобильного концерна ФИАТ Джованни Аньелли.
Международный конкурс на строительство «Паласпорт Олимпико», реконструкцию старого городского стадиона и обустройство прилегающих кварталов выиграла группа дизайнеров под руководством токийского архитектора Араты Изодзаки. Возведенная под его руководством арена представляет собой сложное многоуровневое сооружение с массой боковых пристроек. Футуристическое здание строгой прямоугольной формы изготовлено из нержавеющей стали и стекла, с основанием 183 на 100 метров. Имеет 4 уровня, 2 подземных (до 7,5 метров под землей) и 2 на открытом воздухе (до 12 метров). Общая длина здания составляет около 200 метров.
Арена, по словам архитектора, «призвана быть настоящей фабрикой событий», с полностью гибкой внутренней структурой: лёгкое перемещение мебели (благодаря современной системе передвижных трибун и возможности временного перемещения сцены), а также обладает современной акустикой. Внутреннее пространство Паласпорта Олимпико легко может менять конфигурацию, благодаря чему после окончания Олимпиады здание служит для проведения самых разных массовых мероприятий, как спортивного, так и научного, религиозного, культурно-развлекательного характера.

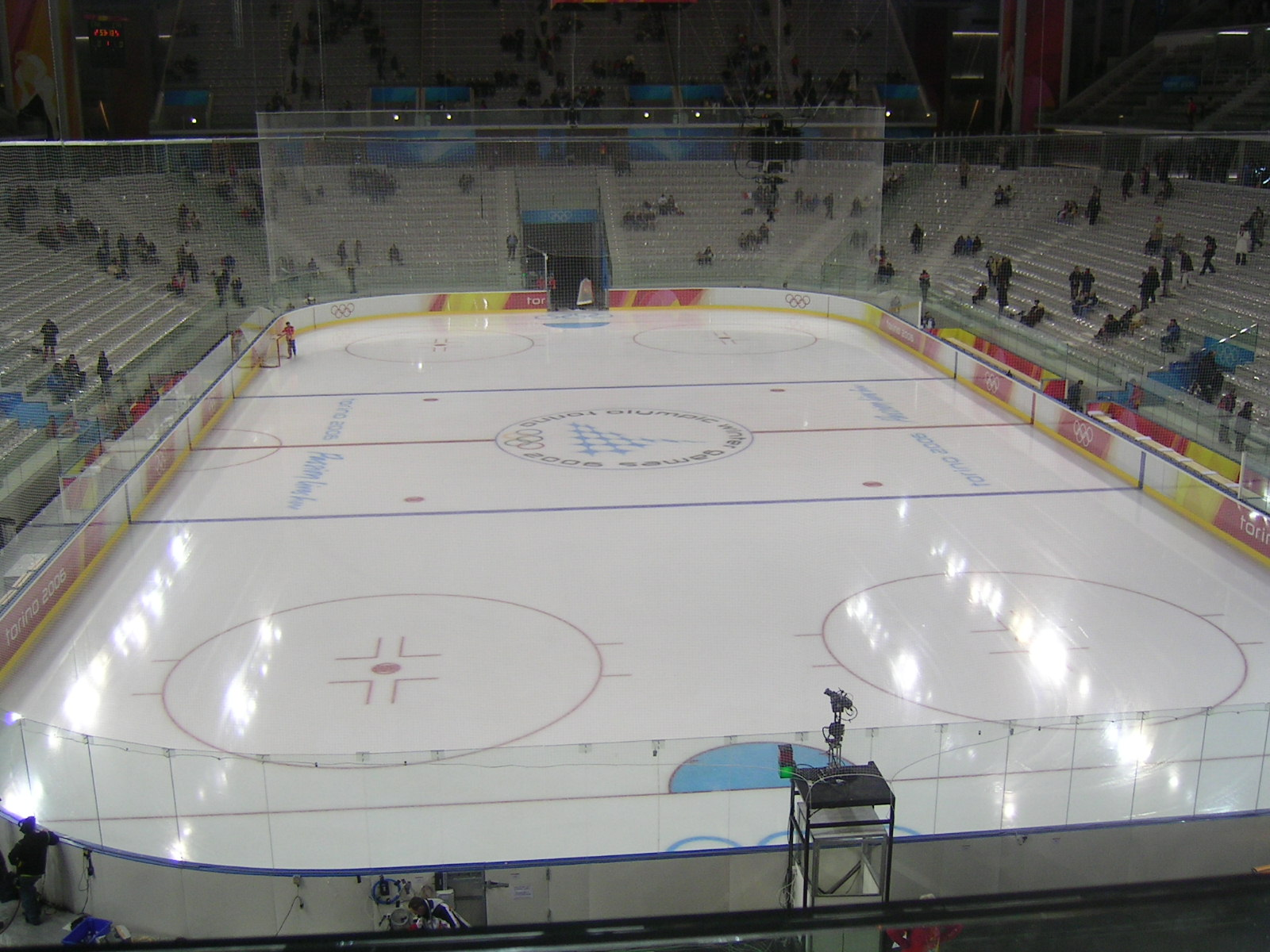
Хоккейная арена Паласпорт Олимпико

Основные мероприятия, прошедшие в Паласпорт Олимпико:
- Турнир по хоккею с шайбой на XX зимних Олимпийских играх в феврале 2006 года.
- Открытие XXIII Зимней Универсиады в январе 2007 года.
- XXIV чемпионат Европы по художественной гимнастике в июне 2008 года.
- Финал восьми Кубка Европы УЛЕБ в апреле 2008 и 2009 годах.

В мае 2011 года на арене Паласпорт Олимпико прошёл финальная стадия розыгрыша кубка Евролиги, самого престижного чемпионата среди клубных команд по баскетболу.
В зале Паласпорт Олимпико проходили многочисленные концерты таких звёзд эстрады, как Брюс Спрингстин, R.E.M., Pearl Jam, Green Day, Depeche Mode, Muse, Lady Gaga, Боб Дилан и т. д.
В 2014 году арена была переименована в «Пала Альпитур».
В 2022 году приняла 66-й конкурс песни Евровидение.